# Camponotus cameranoi
Camponotus cameranoi é uma espécie de inseto do gênero Camponotus, pertencente à família Formicidae.